# Баскаков, Иван Абросимович
Ива́н Абро́симович Баска́ков (около 1732 — 1802) — русский адмирал.

## Биография
8 июня 1747 году поступил учеником в Академию морской гвардии. В 1755 году произведён в гардемарины. 24 апреля 1758 года окончил Морской кадетский корпус, и выпущен в мичмана. 22 мая 1962 года произведён в унтер-лейтенанты, в 1764 - в лейтенанты. До штаб-офицерского чина служил на судах балтийского флота, после чего находился в донской экспедиции, командуя кораблём «Новопавловск» и плавая в Азовском и Чёрном морях. 30 июля 1769 года произведён в капитан-лейтенанты. 
В первую турецкую войну, командуя отрядом из двух кораблей и 1 бота, принимал деятельное участие при истреблении неприятельских судов у Керченского пролива. Специально морская служба Баскакова кончилась в 1780 г., когда он, командуя кораблём «Слава России», и следуя в эскадре контр-адмирала Борисова из Кронштадта в Средиземное море, потерпел крушение близ Тулона, у острова Лажа-Лингер, окончившееся потерей корабля.
Продолжал службу в береговых должностях, в казначейской и интендантской экспедициях и в звании капитана над Архангельским портом.
- капитан генерал-майорского ранга с 24 ноября 1783 г.
- вице-адмирал с 9 февраля 1793 г.

В 1792 году назначен на должность генерал-кригскомиссара; в 1798 г. был назначен присутствовать в Адмиралтейств-коллегии; в 1799 г. произведён в адмиралы; 14 ноября 1800 г. уволен от службы.